# Lebadea distincta
Lebadea distincta är en fjärilsart som beskrevs av Corbet 1942. Lebadea distincta ingår i släktet Lebadea och familjen praktfjärilar. Inga underarter finns listade i Catalogue of Life.